# Episodi di The Life and Times of Juniper Lee (seconda stagione)
La seconda stagione di The Life and Times of Juniper Lee è stata trasmessa negli Stati Uniti su Cartoon Network dal 9 ottobre 2005 al 20 giugno 2006. In Italia è stata trasmessa su Cartoon Network dal 7 maggio al 21 luglio 2006.
| n. | Titolo originale                                                 | Titolo italiano                     | Prima TV USA    | Prima TV Italia |
| -- | ---------------------------------------------------------------- | ----------------------------------- | --------------- | --------------- |
| 1  | It's the Great Pumpkin, Juniper Lee                              | È una grande zucca, Juniper Lee     | 9 ottobre 2005  | 7 maggio 2006   |
| 2  | Oh Brother, What Art Thou?                                       | Fratellino, che cosa sei diventato? | 14 gennaio 2006 | 14 maggio 2006  |
| 3  | The Great Escape                                                 | La grande fuga                      | 21 gennaio 2006 | 17 maggio 2006  |
| 4  | Picture Day                                                      | Giorno di foto                      | 28 gennaio 2006 | 22 maggio 2006  |
| 5  | Star Quality                                                     | Doti da star                        | 3 febbraio 2006 | 29 maggio 2006  |
| 6  | There's No Mitzvah Like Snow Mitzvah                             | Un Mitzvah imbiancato               | 11 marzo 2006   | 5 giugno 2006   |
| 7  | Bada Bing, Bada Boomfist                                         | Arriva Boomfist                     | 17 marzo 2006   | 9 giugno 2006   |
| 8  | Adventures in Babysitting                                        | Passaggio di consegna               | 24 marzo 2006   | 15 giugno 2006  |
| 9  | June's Egg-cellent Adventure: Juniper Lee Meets the Easter Bunny | Juniper Lee e il Coniglio Pasquale  | 14 aprile 2006  | 22 giugno 2006  |
| 10 | I've Got You Under My Skin                                       | Ti ho avuto sotto il mio corpo      | 12 maggio 2006  | 30 giugno 2006  |
| 11 | Welcome Bat Otter                                                | Lo strano caso della Pipisontra     | 6 giugno 2006   | 7 luglio 2006   |
| 12 | Dog Show Afternoon                                               | La mostra canina pomeridiana        | 15 giugno 2006  | 14 luglio 2006  |
| 13 | Dream Date                                                       | Appuntamento con il destino         | 20 giugno 2006  | 21 luglio 2006  |